# Mops demonstrator
Mops demonstrator (Thomas, 1903) è un pipistrello della famiglia dei Molossidi diffuso nell'Africa subsahariana.

## Descrizione

### Dimensioni
Pipistrello di piccole dimensioni, con la lunghezza totale tra 103 e 119 mm, la lunghezza dell'avambraccio tra 41 e 46 mm, la lunghezza della coda tra 27 e 37 mm, la lunghezza del piede tra 8,1 e 10,8 mm, la lunghezza delle orecchie tra 16 e 18 mm e un peso fino a 24 g.

### Aspetto
La pelliccia è corta, moderatamente sparsa sulla nuca. Le parti dorsali variano dal marrone al grigio, spesso cosparse di peli bianchi che donano un aspetto brizzolato, il capo è nerastro, mentre le parti ventrali sono bianco crema, più scure lungo i fianchi. Il muso non è estremamente appiattito, il labbro superiore ha 7-8 pieghe ben distinte ed è cosparso di corte setole. Le orecchie sono grigio scure, relativamente corte, unite anteriormente da una membrana a forma di V  ripiegata al centro, dove forma una tasca dalla quale fuoriescono dei lunghi e robusti peli neri. Il trago è piccolo, nascosto dietro l'antitrago, il quale è grande, con la base ampia e l'estremità arrotondata. Le membrane alari sono grigio scure e attaccate posteriormente alle caviglie. I piedi sono piccoli. La coda è lunga, tozza e si estende per più della metà oltre l'uropatagio. Sono privi di sacche golari, mentre nei maschi è presente un paio di ghiandole con apertura posteriore alla base del pene. Il calcar è corto. Il cariotipo è 2n=48 FNa=54 .

## Biologia

### Comportamento
Si rifugia singolarmente o in gruppi di 2-10 individui sotto le cortecce degli alberi o in fessure di tronchi e rami, particolarmente del genere Terminalia, Vites doniana e Parinari.

### Alimentazione
Si nutre di insetti catturati sopra il terreno.

### Riproduzione
Femmine gravide sono state osservate in aprile, giugno e settembre, mentre altre che allattavano in giugno. Danno alla luce probabilmente un solo piccolo alla volta diverse volte l'anno.

## Distribuzione e habitat
Questa specie è diffusa nella Costa d'Avorio, Ghana, Togo e Benin settentrionali, Burkina Faso meridionale, Nigeria centrale, Camerun settentrionale, Ciad meridionale, Repubblica Centrafricana, Repubblica Democratica del Congo nord-orientale, Sudan sud-orientale, Sudan del Sud e Uganda nord-occidentale.
Vive nelle savane secche ed aperte, miste a foreste e boschi di acacia.

## Conservazione
La IUCN Red List, considerato il vasto areale e la popolazione presumibilmente numerosa, classifica M.demonstrator come specie a rischio minimo (Least Concern)).